# 柴田巧
柴田 巧（しばた たくみ、1960年12月11日 - ）は、日本の政治家。日本維新の会所属の参議院議員（3期）。
富山県議会議員（3期）、みんなの党総務委員長、結いの党幹事長代行、維新の党参議院国会対策委員長、日本維新の会政調会長代行、同国会議員団参議院国会対策委員長などを歴任した。

## 来歴
富山県西礪波郡砺中町（現小矢部市）津沢に生まれる。津沢町議会議長であった祖父をはじめ熱心な松村謙三支持者の家庭で育ち、政治を志すようになる。富山県立福野高等学校を経て早稲田大学社会科学部卒業。大学在学中は、雄弁会に所属していた。1987年早稲田大学院政治学研究科・博士前期課程修了。オーストラリアへの留学を経て、1988年に帰国し、森喜朗衆議院議員の秘書となり、国会、自由民主党本部、旧安倍派事務局などで活動。
1999年、富山県議会議員選挙（小矢部市西礪波郡選挙区）に立候補し、初当選。以後、3期連続当選。
2009年1月、次期衆院選を巡る候補者選びに反発し、自民党を離党。第45回衆議院議員総選挙に富山3区からみんなの党推薦の無所属で立候補し、これに伴い県議会議員を失職。約5万票を獲得するが、落選。
2010年7月の第22回参議院議員通常選挙に、比例区からみんなの党公認で出馬し、初当選。2013年12月9日、江田憲司らとともに離党届を提出。同月、結いの党結成に加わる。2014年9月、結いの党と日本維新の会の合流により、維新の党所属となる。2016年3月、維新の党と民主党の合流により、無所属（民進党会派）となる。同年7月の第24回参議院議員通常選挙に民進党の比例区から立候補し落選。2017年10月 第48回衆議院議員総選挙において希望の党から富山3区で立候補し落選。
2019年7月、第25回参議院議員通常選挙に日本維新の会から比例区で立候補し当選。2020年10月から2021年11月まで党政調会長代行を務めた。
2023年9月27日、党国会議員団参議院国会対策委員長に就任。2024年12月、参議院国会対策委員長を退任。
2025年7月の第27回参議院議員通常選挙でも日本維新の会から比例区で立候補し、3選。

## 政策
- 選択的夫婦別姓制度導入にかつて反対[11]、としていたが、2017年の調査では、賛成、としている[12]。2019年の調査では「どちらかと言えば賛成」としている[13]。

## 人物

### 統一教会との関係
- 2008年11月30日、統一教会（世界平和統一家庭連合）の関連団体の真の家庭運動推進協議会新砺波支部を訪れ、中学時代の先輩と面会した[14]。
- 2012年2月、統一教会の関連団体の富山県平和大使協議会が主催する公開講座「富山オープンカレッジ」で講演を行った。柴田は取材に対し、「関連団体とは知らずに主催者からオファーを受け、講演した」と説明した[15]。
- 2015年2月11日、富山県平和大使協議会が主催する富山オープンカレッジに祝電を送った[16][17]。

### 政治資金規正法違反の疑い
2022年2月、神戸学院大学の上脇博之教授が、柴田が代表を務める政党支部と後援会の政治資金収支報告書に合わせて232万円の寄付が記載されていないのは政治資金規正法違反にあたるなどとした告発を富山地方検察庁に行い、柴田の事務所は4月27日に総務省に収支報告書の訂正を届け出た。柴田は取材に対し「確認不足による事務的なミスだった。二度とないように気を付けたい」と陳謝したほか、告発状については見ておらず、事務所の点検で記載漏れが分かったと説明。上脇の告発については「日本維新の会の議員についてチェックしているようで、政治的な意図があるのだろう」と述べた。7月1日、富山地方検察庁は柴田を不起訴処分とした。同年7月、上脇教授は、政治資金収支報告書に虚偽の記載を繰り返したとして、再び柴田を政治資金規正法違反で刑事告発した。2023年7月21日、富山地方検察庁は柴田を再び不起訴処分とした。

## 所属団体・議員連盟
- 国際基準のタバコ対策を推進する議員連盟[22]
- 子どもの貧困対策推進議員連盟
- スポーツ議員連盟
- 科学技術の会
- 史跡保全議員連盟

## 著書
- 「柴田巧対談演説集・日本そして富山の未来を語る」（1995年、桂書房）
- 「柴田巧国会論戦集・富山から日本大改革」（2018年、イースト・プレス）

## 選挙歴
| 当落 | 選挙                     | 執行日         | 年齢 | 選挙区                   | 政党         | 得票数    | 得票率 | 定数 | 得票順位 /候補者数 | 政党内比例順位 /政党当選者数 |
| ---- | ------------------------ | -------------- | ---- | ------------------------ | ------------ | --------- | ------ | ---- | ------------------ | ---------------------------- |
| 当   | 1999年富山県議会議員選挙 | 1999年4月11日  | 38   | 小矢部市・西礪波郡選挙区 | 無所属       | 1万1019票 | ーー   | 3    | 2/5                | /                            |
| 当   | 2003年富山県議会議員選挙 | 2003年4月13日  | 42   | 小矢部市・西礪波郡選挙区 | 自由民主党   | 1万5753票 | ーー   | 3    | 1/4                | /                            |
| 当   | 2007年富山県議会議員選挙 | 2007年4月8日   | 46   | 小矢部市選挙区           | ーー         | ーー票    | ーー   | 1    | ー/1               | /                            |
| 落   | 第45回衆議院議員総選挙   | 2009年08月30日 |      | 富山県第3区              | 無所属       | 5万752票  | 17.33% | 1    | 3/4                | /                            |
| 当   | 第22回参議院議員通常選挙 | 2010年07月11日 | 49   | 参議院比例区             | みんなの党   | 8万7863票 | ーー   | 48   | 1/23               | 1/7                          |
| 落   | 第24回参議院議員通常選挙 | 2016年07月10日 | 55   | 参議院比例区             | 民進党       | 7万3166票 | ーー   | 48   | 17/22              | 17/11                        |
| 落   | 第48回衆議院議員総選挙   | 2017年10月22日 | 56   | 富山県第3区              | 希望の党     | 6万2066票 | 28.15% | 1    | 2/3                | 8/2                          |
| 当   | 第25回参議院議員通常選挙 | 2019年07月21日 | 58   | 参議院比例区             | 日本維新の会 | 5万3938票 | ーー   | 50   | 5/14               | 4/5                          |
| 当   | 第27回参議院議員通常選挙 | 2025年07月20日 | 64   | 参議院比例区             | 日本維新の会 | 5万4101票 | ーー   | 50   | 3/13               | 3/4                          |